# Adriatic TV
Adriatic TV je lokalna komercijalna televizija koja je svoj program emitirala u digitalnoj regiji D7 u Zadru.
S emitiranjem je započela 14. rujna 2018. godine u 7 sati.
Vlasnik televizijskog kanala i glavni urednik bio je Miljenko Vinković, inače i vlasnik lokalne TV kuće iz Čakovca - Srce TV.

## Pokrivenost
Signal televizije bio je dostupan u gradu Zadru i Šibeniku, odnosno u cijeloj Zadarskoj i Šibensko-kninskoj, te dijelu Ličko-senjske županije.

## Prestanak emitiranja
Adriatic TV je 6. svibnja 2020. prestala s emitiranjem redovitog programa.

## Vanjske poveznice
- Službene stranice Adriatic TV-a (uskoro)
- Službena Facebook stranica Adriatic TV-a